# Humphrey de Bohun, IV conte di Hereford

L'emblema della famiglia

Humphrey de Bohun, VII conte di Hereford (Essex, 1276 – Boroughbridge, 16 marzo 1322), potente nobile di famiglia Anglo-Normanna fu un fiero oppositore di Edoardo II d'Inghilterra.

## Le origini
La data certa della nascita di Humphrey è di difficile stima, ma si pensa che l'anno sia ragionevolmente il 1276. Figlio di Humphrey de Bohun, III conte di Hereford e di Matilde delle Fiandre nacque a nel castello di Pleshey, nell'Essex. Nel 1298 suo padre morì lasciando ad Humphrey, allora ventunenne, il titolo e le proprietà di famiglia e la carica di Constable of England.

## Scozia
Come molti altri nobili, due anni dopo marciò al fianco di Edoardo I d'Inghilterra fino al Castello di Caerlaverock, in Scozia, che fu posto sotto assedio ed a quella seguirono molte altre campagne in terra scozzese. In età giovanile Humphrey dimostrò un grande amore per i tornei e le giostre e in queste occasioni conobbe e combatté contro Pietro Gaveston, arrivando anche a disertare durante una campagna per partecipare ad una giostra. In quell'occasione fu il principe Edorardo ad intercedere per loro presso il padre, ed è per ironia della sorte che negli anni a venire Humphrey divenisse uno dei più fieri oppositori di entrambi.
Negli stessi anni probabilmente conobbe Robert Bruce, egli non aveva ancora del tutto voltato le spalle agli inglesi in favore dei propri compatrioti i contatti fra i nobili dei due paesi erano piuttosto frequenti. Peraltro le terre delle due famiglie nell'Essex e nel Middlesex erano confinanti in parecchie località.
Bruce giurò fedeltà al sovrano britannico nel 1302 e fino al 1306, anno in cui si schierò apertamente con gli scozzesi, risiedette per la maggior parte del tempo ad Annandale, nel sud della Scozia, mentre ricostruiva in pietra il proprio castello di Lochmaben, sulla costa sudorientale.
Nel febbraio del 1306 Bruce decise di ribellarsi e si proclamò re degli scozzesi dopo l'assassinio del principale pretendente al trono John Comyn, nipote del deposto Giovanni di Scozia, entrambi assai graditi al sovrano inglese. Queste scelte non parvero portare grandi benefici immediati a Bruce, molti membri della sua famiglia vennero catturati od uccisi dagli uomini di Edoardo e lui stesso fu costretto a rifugiarsi sull'isola di Rathlin in Irlanda. Edoardo, ovviamente, gli confiscò tutte le proprietà che aveva in Inghilterra ed anche quelle di Scozia.
Sia che Humphrey e Bruce fossero stati amici o nemici, il primo beneficiò nettamente di queste confische. Humphrey si prese il castello di Lochmaben ed Edoardo gli donò anche quello di Annandale insieme alle sue terre, per altro in quello stesso periodo lui e la moglie si ritrovarono a fare da custodi a quella di Bruce, Elizabeth de Burgh (1284 circa-27 ottobre 1327), presa prigioniera da Edoardo.
La proprietà di Lochmaben non fu sempre di facile difesa ed anzi venne più volte ripresa dagli scozzesi, ma Humphrey riuscì a passarne la proprietà al figlio William che la conservò fino alla sua morte avvenuta nel 1360.

## La cattura
Nel 1307 Edoardo era morto e gli era succeduto il figlio Edoardo II d'Inghilterra, la sua manifesta preferenza per Pietro Gaveston aveva suscitato le ire di molti nobili che alla fine erano riusciti ad ottenere l'esecuzione del favorito e fra questi vi era anche Humphrey. Quando nel 1314, nei giorni del 23 e 24 giugno, si ebbe a combattere nella Battaglia di Bannockburn il comando dell'esercito avrebbe dovuto essere di Humphrey per via della sua carica di Constable of England. Edoardo II però nutriva per lui del risentimento, per via della parte avuta nell'esecuzione di Gaveston, ed affidò il comando dell'esercito al giovane cugino Gilberto di Clare, VIII conte di Gloucester.
Il giorno della battaglia Humphrey insistette per poter essere uno dei primi ad attaccare, nello scontro che seguì rimase illeso, ma suo nipote Henry de Bohun, appena ventiduenne, venne ucciso forse dall'ascia dello stesso Bruce.
Il secondo giorno vide il suo inizio contrassegnato dalla morte di Gloucester con il risultato che l'esercito inglese precipitò nel caos. Humphrey combatté tutto il giorno guidando una compagnia di cavalieri e di arcieri provenienti da Galles ed Inghilterra. Per qualche tempo gli inglesi ebbero la meglio, ma furono poi costretti ad indietreggiare sotto i colpi della cavalleria scozzese. Humphrey cercò rifugio insieme a Robert de Umfraville, Conte di Angus (1277 circa-1325) ed altri nobili, presso il Castello di Bothwell, appena entrati però vennero presi prigionieri da Walter FitzGilbert di Cadzow (morto circa nel 1346). Questi, come molti altri signori delle Lowlands scozzesi, aveva voltato le spalle agli inglesi non appena si era sparsa la voce che Bruce avesse vinto la battaglia. Edoardo II, che era diventato cognato di Humphrey, acconsentì ad uno scambio, gli scozzesi avrebbero liberato lui se gli inglesi avessero restituito a Bruce la moglie, l'accordo fu concluso ed entrambi gli ostaggi vennero liberati. Insieme alla regina gli inglesi dovettero consegnare anche Marjorie Bruce, loro figlia, due vescovi ed altri nobili scozzesi che erano stati imprigionati in seguito all'appoggio dato a Bruce nel 1306.

## Contro i Despenser

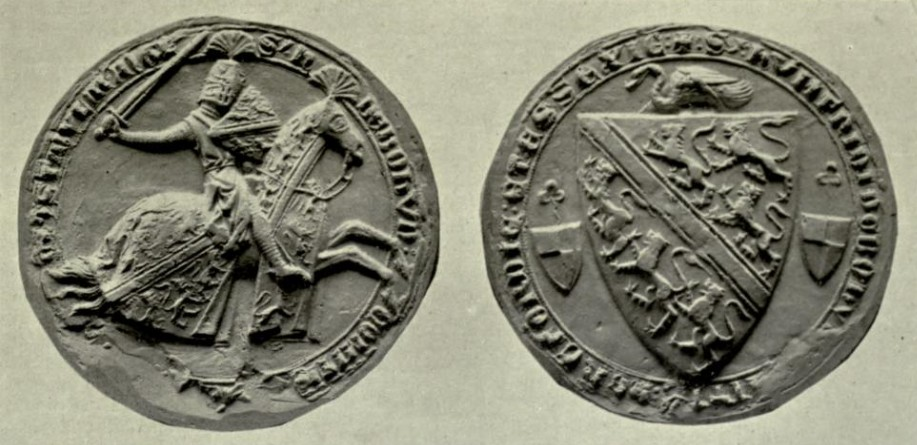

Humphrey, come molti altri nobili, fu estremamente attento a che Edoardo II non valicasse i limiti che portavano alla tirannia e nel 1311 era stato fra coloro che aveva, di fatto, obbligato il re a firmare le Ordinanze del 1311.
Intorno al 1322 Edoardo II si trovò un altro favorito nella persona di Ugo Despenser il giovane ed i nobili si ribellarono nuovamente di fronte allo strapotere del preferito del re. Humphrey aveva poi particolari ragioni, Despenser e suo padre si erano infatti impadroniti di alcune delle sue terre nelle Marche Gallesi ed egli, oltre alla perdita concreta, sentiva che il suo onore era stato macchiato.
Nel 1316 Humphrey aveva soppresso, per ordine del re, una ribellione nel Glamorgan e lo aveva fatto con successo imprigionando il rivoluzionario Llywelyn Bren. Quando questi si era arreso Humphrey gli aveva promesso di intercedere per lui presso il sovrano per fargli avere il perdono, questo però fu reso impossibile da Despenser che lo fece giustiziare senza un processo adeguato. La decisione del favorito fu presa da Humphrey e dagli altri nobili come un esempio della tirannia dei Despenser il cui potere sembrava inarrestabile.
Il malcontento dei nobili crebbe fino ad esplodere in un vero e proprio conflitto come testimoniato dalla Battaglia di Boroughbridge combattuta il 16 marzo 1322. In quel giorno i ribelli vennero duramente provati dalle truppe realiste e su un ponte presso Boroughbridge Humphrey si lanciò alla carica con i propri uomini nel tentativo di sfondare le linee nemiche. Quella fu la sua ultima azione, venne infatti ucciso poco dopo e lo scontro finì con la vittoria dei realisti.

## Matrimonio e discendenza
Humphrey si sposò il 14 novembre 1302 con Elisabetta d'Inghilterra (1282-1316), figlia di Edoardo I d'Inghilterra, diventando così cognato di Edoardo II. Elisabetta morì di parto nel 1316 all'età di trentaquattro anni. I due insieme ebbero dieci figli a noi conosciuti:
- Hugh o Humphrey de Bohun (nato e morto attorno al 1303)
- Eleanor de Bohun, Contessa di Ormonde (17 ottobre 1304-7 ottobre 1363), sposò James Butler, I conte di Ormond (1305 circa-6 gennaio 1338)
- Humphrey de Bohun (morto infante)
- Margaret o Mary de Bohun (morta infante)
- John de Bohun, V conte di Hereford  (23 novembre 1306-20 gennaio 1336)
- Humphrey de Bohun, VI conte di Hereford (6 dicembre 1309-15 ottobre 1361)
- Agnes de Bohun (1309 circa-1391), sposò Robert de Ferrers, II barone Ferrers di Chartley (25 marzo 1309-28 agosto 1350)
- Margaret de Bohun, II contessa del Devon (3 aprile 1311-16 dicembre 1391), sposò Hugh de Courtenay, II conte di Devon (12 luglio 1303-2 maggio 1377)
- William de Bohun, I conte di Northampton (1312 circa-1360)
- Edward de Bohun (1312 circa-1334), gemello di William. Morì combattendo contro gli scozzesi
- Eneas de Bohun (morto dopo il 1322)
- Isabella de Bohun (nata e morta nel 1316)